# Saint-Remimont (Vosgi)
Saint-Remimont è un comune francese di 215 abitanti situato nel dipartimento dei Vosgi nella regione del Grand Est.

## Società

### Evoluzione demografica
Abitanti censiti